# Reformierte Kirche Arlesheim

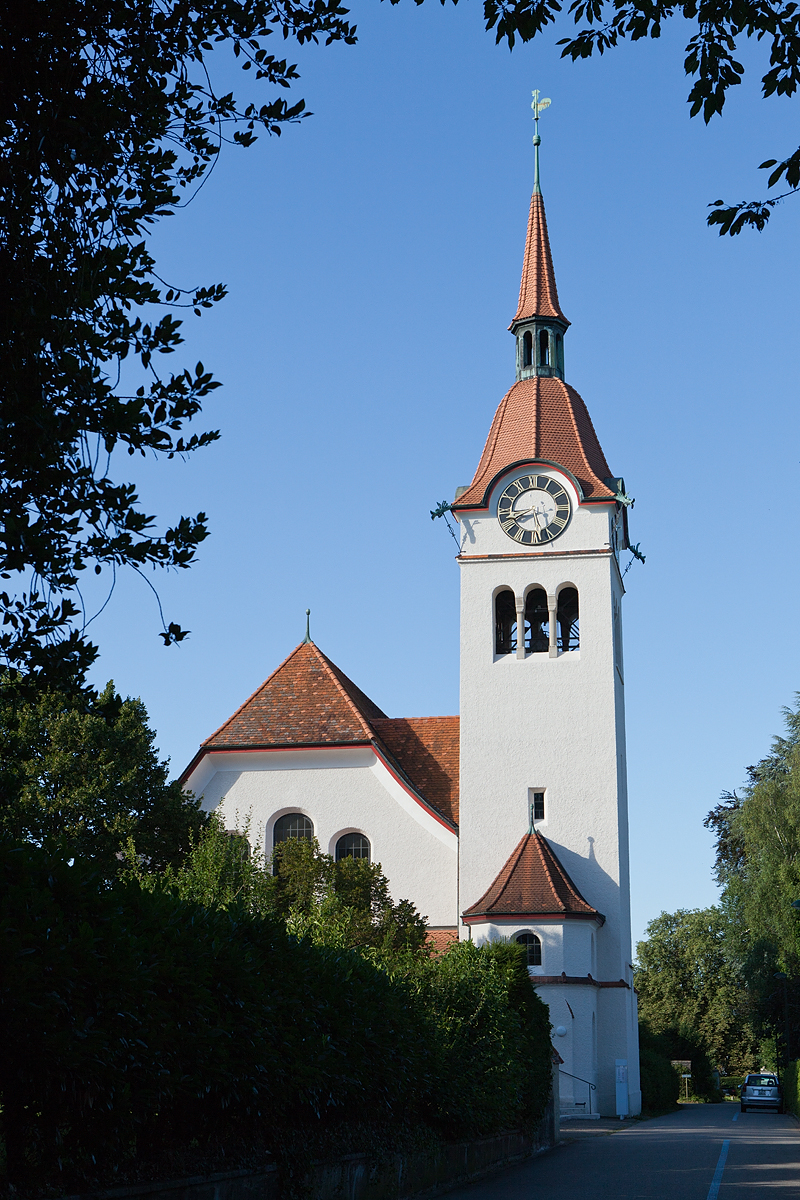
Reformierte Kirche Arlesheim

Die reformierte Kirche Arlesheim ist eine Kirche in Arlesheim in der Schweiz.

## Geschichte
Die Kirche wurde zwischen 1911 und 1912 unter der Leitung der Architekten Emanuel La Roche und Adolf Stähelin erbaut, die zuvor dank einem Architekturauftrag den Zuspruch für den Bau bekommen hatten.
Das Gebäude wurde zwischen 1970 und 1971 vollständig renoviert und unter Denkmalschutz gestellt.

## Gebäude
Das Kirchengebäude umfasst eine Vorhalle, einen Turm sowie ein Längsschiff, dessen Kapazität 285 Sitzplätze beträgt. Der Innenraum verfügt über eine Orgel und einen Chorbereich.